# Speed (Energylandia)
Pour les articles homonymes, voir Speed.
Speed est un parcours de montagnes russes aquatiques du parc Energylandia situé à Zator en Pologne. Ouvert le 2 avril 2018, il s'agit des montagnes russes aquatiques les plus hautes et les plus rapides au monde à égalité avec Divertical du parc italien Mirabilandia, également construites par Intamin,,.